# Eddie Marr
Pour les articles homonymes, voir Marr.
Edward J. Marr ou Eddie Marr (14 février 1900, Jersey City, New Jersey – 25 août 1987, Los Angeles, Californie) est un acteur américain.

## Filmographie partielle
- 1937 : Forty Naughty Girls d'Edward F. Cline
- 1939 : Monsieur Moto en péril (Mr. Moto in Danger Island) de Herbert I. Leeds
- 1942 : La Clé de verre de Stuart Heisler : Rusty
- 1943 : Hi Diddle Diddle d'Andrew L. Stone : Michael Angelo, le croupier
- 1946 : Deadline for Murder de James Tinling
- 1948 : Les Liens du passé
- 1951 : Close to My Heart
- 1952 : The Story of Will Rogers de Michael Curtiz
- 1955 : Nuit de terreur
- 1956 : Le Diabolique M. Benton de Andrew L. Stone : Julie
- 1958 : How to Make a Monster
- 1958 : Le Bal du printemps

## Doublage
- 1941 : Le Dragon récalcitrant : Walter Winchell
  - 1941 : segment Baby Weems : Walter Winchell